# Microlerneca leticia
Microlerneca leticia är en insektsart som beskrevs av De Mello 1995. Microlerneca leticia ingår i släktet Microlerneca och familjen syrsor. Inga underarter finns listade i Catalogue of Life.